# Giải Viện Hàn lâm Nhật Bản lần thứ 43
Giải Viện Hàn lâm Nhật Bản lần thứ 43 (第43回日本アカデミー賞 dai 43 kai nihon akademishou) là lễ trao giải lần thứ 43 của Giải Viện Hàn lâm Nhật Bản, giải thưởng được trao bởi Viện Hàn lâm Nhật Bản và Hiệp hội Sho để vinh danh những tác phẩm, sự cống hiến trong quá trình làm phim.

## Đề cử và đoạt giải

### Giải thưởng
| Phim điện ảnh xuất sắc của năm | Phim hoạt hình xuất sắc của năm |
| --- | --- |
| - The Journalist - Kingdom - Fly Me to the Saitama - Family of Strangers - Listen to the Universe | - Đứa con của thời tiết - Bầu trời xanh của em - Thám tử lừng danh Conan: Cú đấm Sapphire xanh - Lupin III: The First - One Piece: Stampede |
| Đạo diễn xuất sắc nhất của năm | Biên kịch xuất sắc nhất của năm |
| - Takeuchi Hideki – Fly Me to the Saitama - Sato Shinsuke – Kingdom - Suo Masayuki – Talking the Pictures - Hirayama Hideyuki – Family of Strangers - Fujii Michihito – The Journalist                                               | - Tokunaga Yūichi – Fly Me to the Saitama - Katashima Shōzō – Talking the Pictures - Shimori Roba, Takaishi Akihiko và Fujii Michihito – The Journalist - Hirayama Hideyuki – Family of Strangers - Mitani Kōki – Hit Me Anyone One More Time                                                         |
| Nam diễn viên chính xuất sắc nhất | Nữ diễn viên chính xuất sắc nhất |
| - Matsuzaka Tori – The Journalist - Shōfukutei Tsurube II – Family of Strangers - Suda Masaki – The Great War of Archimedes - Nakai Kiichi – Hit Me Anyone One More Time - Gackt – Fly Me to the Saitama                             | - Shim Eun-kyung – The Journalist - Nikaidō Fumi – Fly Me to the Saitama - Matsuoka Mayu – Listen to the Universe - Miyazawa Rie – Thất lạc cõi người - Yoshinaga Sayuri – The Bucket List |
| Nam diễn viên phụ xuất sắc nhất | Nữ diễn viên phụ xuất sắc nhất |
| - Yoshizawa Ryo – Kingdom - Ayano Gō – Family of Strangers - Iseya Yūsuke – Fly Me to the Saitama - Emoto Tasuku – The Great War of Archimedes - Okamura Takashi – The 47 Ronin in Debt - Sasaki Kuranosuke – Aircraft Carrier Ibuki | - Nagasawa Masami – Kingdom - Amami Yūki – The Bucket List - Komatsu Nana – Family of Strangers - Takahata Mitsuki – A Banana? At This Time of Night? - Nikaidō Fumi – Thất lạc cõi người |
| Âm nhạc xuất sắc nhất | Quay phim xuất sắc nhất |
| - Radwimps – Đứa con của thời tiết - Suo Yoshikazu – Talking the Pictures - Fujikura Dai và Shinoda Daisuke – Listen to the Universe - Yamada Yutaka – Kingdom - Face 2 fAKE – Fly Me to the Saitama                                 | - Kawazu Tarō – Kingdom - Shibazaki Kōzō – Family of Strangers - Tanikawa Sōhei – Fly Me to the Saitama - Piotr Niemyjski – Listen to the Universe - Fujisawa Jun'ichi – Talking the Pictures |
| Đạo diễn ánh sáng xuất sắc nhất | Chỉ đạo nghệ thuật xuất sắc nhất |
| - N/A – Kingdom - Ueda Nariyuki – Family of Strangers - Rinoie Shunri – Fly Me to the Saitama - Sō Kenjirō – Listen to the Universe - Sō Tatsuya – Talking the Pictures                                                              | - Saitō Iwao – Kingdom - Abeki Yōji – Fly Me to the Saitama - Isoda Norihiro – Talking the Pictures - Jōjō Anri – The Great War of Archimedes - Nakazawa Katsumi – Family of Strangers |
| Thu âm xuất sắc nhất | Biên tập xuất sắc nhất |
| - Kureishi Yoshifumi – Listen to the Universe - Katō Kazuhiro – Fly Me to the Saitama - Kōri Michihiro – Talking the Pictures - Komatsu Masato – Family of Strangers - Yokono Kazushiko – Kingdom                                    | - Kawamura Shinji – Fly Me to the Saitama - Imai Tsuyoshi – Kingdom - Suzaki Chieko – Family of Strangers - Furukawa Tatsuma – The Journalist - Miyajima Ryūji – The Great War of Archimedes |
| Phim nước ngoài xuất sắc nhất | Diễn viên triển vọng của năm |
| - Joker - Yesterday - Green Book - The Mule - Chuyện ngày xưa ở... Hollywood | - Kishii Yukino – Just Only Love - Kuroshima Yuina – Talking the Pictures - Yoshioka Riho – Blind và Parallel World Love Story - Suzuka Ouji – Listen to the Universe - Morisaki Win – Listen to the Universe - Yokohama Ryusei – Aiuta: My Promise to Nakuhito, Cheer Boys!! và Go Away, Ultramarine |